# Hugo Gambini
Pour les articles homonymes, voir Gambini.
Hugo Gambini (Buenos Aires, Argentine, 1934-2019) est un journaliste et historien argentin. 
Tour à tour reporter, chroniqueur et rédacteur, Hugo Gambini exerça le journalisme sous ses formes les plus variées, dont notamment la chronique quotidienne ou hebdomadaire, le reportage, le journalisme d'investigation et le billet d’opinion, et travailla pour le compte de journaux, d’agences de presse, de revues, de stations de radio et de chaînes de télévision. Ses contributions parurent dans El Avisador Mercantil, Crónica, Crítica, El Economista, Leoplán, Noticias Gráficas, La Opinión, Panorama, Primera Plana, Siete Días, et Vea y Lea, et il publia des articles signés dans les quotidiens La Nación, Clarín, El Día et Diario Popular. En 1973, il fonda la revue Redacción, qu’il dirigera ensuite pendant 30 ans. Il est d’autre part l’auteur de plusieurs ouvrages traitant du péronisme, ainsi que d’une biographie de Frondizi et de Che Guevara.

## Débuts dans le journalisme
Il adhéra au Parti socialiste à l’âge de 18 ans et trouva à s’employer dans la Compañía Nobleza de Tabacos à Buenos Aires. En 1957, comme il consultait les archives du journal La Vanguardia, que dirigeait alors Alicia Moreau de Justo, dans les vieux locaux de la Maison du peuple portègne, saccagée et incendiée en 1953, un sien ami, journaliste audit journal, l’envoya au pied levé interviewer le secrétaire du syndicat des employés du téléphone, qui se trouvait alors engagé dans un conflit social ; ainsi Hugo Gambini venait-il de faire ses débuts dans la presse. Après que David Tieffenberg eut pris la direction du journal, il le nomma rédacteur en chef en lui laissant toute latitude d’action.
Gambini travailla également pour la revue Sagitario dirigée par Carlos Sánchez Viamonte. Gambini se souvient que celui-ci lui enseigna d’écrire « premier mandataire » au lieu de « chef de l’État », attendu qu’en effet le président ne faisait que remplir un mandat du peuple. Ensuite, Gambini partit rejoindre l’équipe du journal Crítica, jusqu’à sa fermeture en 1962.
Il prêta sa plume à plusieurs revues argentines, telles que Leoplán et Vea y Lea, avant d’être embauché par le journal Crónica, où le directeur et propriétaire Héctor Ricardo García, se désintéressant de la  rubrique de politique internationale, en confia le soin à Gambini.

## Années àPrimera Plana
Sans renoncer à sa participation à Crónica, Gambini se joignit à l’équipe de rédaction de l’hebdomadaire Primera Plana, fondé (en 1962) et dirigé par Jacobo Timerman, lequel certain jour le manda dans son bureau et, soucieux de rectifier sa façon de travailler, lui dit : « Chez Crónica, écrivez pour Crónica, et ici, pour Primera Plana, parce que si vous faites l’inverse, on vous jettera à la porte des deux côtés ». Dans la salle de rédaction de cette revue, Gambini se trouvait du reste confronté à deux styles journalistiques opposés : celui de Luis González O’Donnell, consistant à exposer une théorie dans chaque article, à construire une hypothèse, puis, informations à l’appui, à la démontrer, et celui de Ramiro de Casasbellas, pour qui il n’y avait pas de théories mais des histoires, ce qui demandait plus d’imagination, et pour qui il fallait, dans chaque histoire, décrire les protagonistes, non les qualifier.
Pour ses grandes enquêtes, la revue s’employait à collecter, par les soins de plusieurs chroniqueurs, toutes sortes de données, qui étaient assemblées ensuite par un rédacteur de première qualité, tel que Tomás Eloy Martínez , Ernesto Schoo ou Norberto Firpo. 
À Primera Plana, Gambini fut ainsi chargé de recueillir des témoignages pour les besoins d’une section intitulée Historia del Peronismo ; cette besogne lui fut facilitée par la circonstance que des ministres et fonctionnaires, évincés par Juan Perón, et donc remontés contre celui-ci, parlaient librement tant de ses politiques que de certains faits non connus du public, et que Perón niait. Cela suscita une profusion de lettres de lecteurs, qui corrigeaient les données tout en ajoutant de nouveaux témoignages, qui venaient étoffer encore la section. Ce matériau permettra à Gambini quelques années plus tard d’écrire les deux premiers tomes de son Historia del Peronismo.
Cependant, le coup d’État militaire dénommé Révolution argentine entraîna la fermeture de la revue le 4 août 1969.

## Contributions à d’autres organes de presse
Après Primera Plana, Gambini travailla pour Panorama et Siete Días, et fit un bref passage par le quotidien La Opinión, où il vit, déclara-t-il, « une génération de jeunes gens talentueux… plus intéressés à faire la révolution sociale qu’à faire du journalisme ». 
Gambini apparut également à la radio et à la télévision, où son expérience dans la fréquentation des hommes politiques lui permit d’interroger ministres ou jeunes militants avec une égale aisance. Il collabora à l’émission Matinata à Radio El Mundo et à Derecho a Réplica sur Canal 9.
En 1976, dans la foulée du nouveau coup d’État militaire, dénommé Processus de réorganisation nationale, Gambini fut porté sur la liste des journalistes interdits par le nouveau gouvernement et par là contraint de se retirer de la presse.
En 1982, il dirigea l’ouvrage Crónica Documental de las Malvinas (litt. Chronique documentaire des Malouines), puis l’année suivante, grâce au prêt qui lui fut consenti par un ami, fonda la revue Redacción, qui se maintiendra pendant 30 ans et pour laquelle écriront José Luis Romero, Jorge García Venturini, Ezequiel Gallo, Kive Staiff, Osiris Troiani, Rodolfo Pandolfi, Enrique Pezzoni, Oscar Troncoso, Jorge Aráoz Badí, Armando Alonso Piñeiro, Héctor Grossi, Analía Roffo et Pablo Mendelevich, parmi d’autres. Gambini aime à rappeler comment sa revue annonça la victoire de Raúl Alfonsín, alors que tous donnaient Ítalo Luder vainqueur.
Le président Alfonsín le nomma à la tête de l’agence de presse nationale argentine Télam, mais Gambini n’occupera ce poste que durant quatre mois, et s’en alla ensuite présenter l’émission de télévision Interpelación, où ministres, sénateurs et députés étaient invités à venir s’exprimer, et ce jusqu’à ce qu’il en fut écarté sous la présidence de Carlos Menem et qu’il vint alors à collaborer à Polémica en el Bar, émission humoristique et de satire sociale créée par Gerardo Sofovich, diffusée pour la première fois en 1964 et ressuscitée, après une éclipse, en 1989. Gambini se retrouva finalement à rédiger des billets dans La Nación.

## Livres et distinctions
En 1968, Gambini fit paraître El Che Guevara, qui fut un succès de librairie et valut à son auteur de remporter le prix Planeta de la meilleure biographie. En 1999 parut son Historia del Peronismo. El poder total (1943-1951), suivi en 2001 du deuxième tome, La obsecuencia (1952-1955). En 2006, il publia la biographie Arturo Frondizi. El estadista acorralado et le troisième tome de son histoire du péronisme, Historia del Peronismo. La violencia (1955-1982).
Il fut récompensé de l’Ordre del Toro Lisandro de la Torre (1972), du prix de journalisme Mariano R. Castex (1977), de la croix d’argent Esquiú (1985) et du prix Konex de Communication et Journalisme (1987). En 2007, il fut reçu membre de l’Académie nationale de journalisme, où il alla occuper le fauteuil de José Varas.
Hugo Gambini apparaît dans une séquence du film ...(Puntos suspensivos) de 1970.